# Chamvres
Chamvres es una localidad y comuna francesa situada en la región de Borgoña, departamento de Yonne, en el distrito de Auxerre y cantón de Joigny.

## Demografía
| 553 | 585 | 708 | 615 | 708 | 676 | 674 | 714 | 601 | 620 | 626 | 619 | 593 | 594 | 570 | 539 | 507 | 483 | 462 | 424 | 401 | 365 | 359 | 354 | 371 | 359 | 428 | 425 | 515 | 568 | 619 | 643 | 652 |
| Para los censos de 1962 a 1999 la población legal corresponde a la población sin duplicidades (Fuente: INSEE [Consultar]) |     |     |     |     |     |     |     |     |     |     |     |     |     |     |     |     |     |     |     |     |     |     |     |     |     |     |     |     |     |     |     |     |